# 효정
효정(본명: 최효정, 崔效定, 1994년 7월 28일~)은 대한민국의 가수이며 걸그룹 오마이걸 리더와 리드보컬을 맡고 있다.

## 학력
- 고천초등학교(졸업)
- 고천중학교(졸업)
- 우성고등학교(졸업)
- 동아방송예술대학교 방송연예계열 K-POP과(졸업)

## 음반
| 수록 앨범                                             | 참여곡                                                |
| ----------------------------------------------------- | ----------------------------------------------------- |
| 판타스틱 OST Part.3 - 발매일 : 2016년 9월 24일        | - 어느새 가을 - 어느새 가을 (Inst.)                   |
| 수록 앨범                                             | 참여곡                                                |
| 복면가왕 97회 - 발매일 : 2017년 2월 5일               | - 데칼코마니 (별꼴이 반쪽 황금별, 이태원에 놀던 달아) |
| 수록 앨범                                             | 참여곡                                                |
| 복면가왕 98회 - 발매일 : 2017년 2월 12일              | - 희재 (이태원에 놀던 달아)                           |
| 수록 앨범                                             | 참여곡                                                |
| 추리의여왕 시즌2 OST Part.1 - 발매일 : 2018년 3월 1일 | - 사르르 (SARR) - 사르르 (SARR) (Inst.)               |
| 수록 앨범                                             | 참여곡                                                |
| 하나뿐인 내편 OST Part.5 - 발매일 : 2018년 10월 20일  | - 사랑하고 있습니다 - 사랑하고 있습니다 (Inst.)       |

## 가수 외 활동

### 라디오
- 2015년 SBS 파워FM 《이국주의 영스트리트》
- 2015년 MBC 표준FM 《허경환의 별이 빛나는 밤에》
- 2015년 SBS 파워FM 《박소현의 러브게임》
- 2021년 11월 15일 ~ 17일 MBC FM4U 《꿈꾸는 라디오》
- 2024년 11월 25일 ~ 현재KBS 쿨FM 《오마이걸 효정의 볼륨을 높여요》 (DJ)

### 예능
- 2016년 KBS2 《해피투게더 시즌 3》
- 2016년 KBS2 《대국민 토크쇼 안녕하세요》
- 2016년 MBC 《우리 결혼 했어요》
- 2017년 MBC 《미스터리 음악쇼 복면가왕》 - 이태원에 놀던 달아!
- 2018년 tvN 《식량일기 닭볶음탕 편》 - 8회
- 2020년 TV조선 《미스터트롯》 - 심사위원
- 2020년 JTBC 《아는 형님》 - 227회
- 2020년 SBS 《런닝맨》 - 503회
- 2020년~ 2021년 KBS2•디스커버리 채널 코리아 《땅만빌리지》 - 고정 출연
- 2021년 SBS FUNE 《꼬리에 꼬리를 무는 그날이야기2》 - 게스트
- 2021년 SBS FUNE 《꼬리에 꼬리를 무는 그날 이야기》 정규 - 게스트
- 2022년 SBS FUNE 《꼬리에 꼬리를 무는 그날 이야기》 정규 - 게스트
- 2022년 tvN 《인생에 한 번쯤, 킬리만자로》 - 고정 출연
- 2023년 8월 17일 MBC 《구해줘! 홈즈》 - 게스트
- 2024년 2월 23일 ~ 현재 KBS2 《신상출시 편스토랑》 - 보조 MC
- 2024년 3월 18일 ~ 2024년 4월 15일 MBC every1 《위대한 가이드》 - 게스트
- 2024년 6월 25일 ~ 현재 채널A 《줄여주는 비서들》 - 공동 MC
- 2024년 7월 21일 tvN 《백패커 2》 - 9회 게스트
- 2024년 9월 6일 유튜브 《집대성》 - 22회 게스트
- 2024년 10월 5일 유튜브 《감별사》- 12회 게스트

### 웹 쇼
- 네이버 나우 어벤걸스
- 2021년 덤덤 스튜디오 《쩡이집비니》 - 공동 MC[4]
- 2023년 집꾸미기 《홈쭐내러감》 - MC[5]

## 수상 및 후보
| 연도 | 시상식                | 부문   | 작품 | 결과 | 출처  |
| ---- | --------------------- | ------ | ---- | ---- | ----- |
| 2019 | 제1회 아임셀럽 어워즈 | 공로상 | 빈칸 | 수상 | [ 6 ] |

## 같이 보기
- 오마이걸
- WM 엔터테인먼트
- 오마이걸 반하나